# Toxotes chatareus
Toxotes chatareus, a veces conocido por los nombres comunes de pez arquero común, pez arquero de siete manchas o pez arquero de gran tamaño, es una especie de pez perciforme del género Toxotes.
Su tamaño no suele superar los 20 centímetros, pero puede llegar a los 40 centímetros. A diferencia de la mayoría de los peces arquero, los T. chatareus son de color hollín en lugar de plateado. Son omnívoros y se alimentan de insectos, peces y materia vegetal en la superficie del agua. Se reproducen en la estación húmeda y pueden poner de 20.000 a 150.000 huevos a la vez.
Los T. chatareus se distribuyen por el sudeste asiático, el Indopacífico y Australia. Pueden vivir en agua dulce o salobre, en manglares y estuarios, así como río arriba en ríos de corriente lenta. Aunque se capturan y consumen ocasionalmente, los T. chatareus se suelen criar en acuarios. Pueden venderse con otros Toxotidae bajo la etiqueta colectiva de "pez arquero". El cuidado de los T. chatareus en acuario es algo difícil, ya que necesitan alimento vivo en la superficie, en lugar de alimento en escamas.

## Descripción
Los toxotes chatareus son de tamaño moderado, normalmente entre 15 y 20 centímetros (5,9 y 7,9 pulgadas).En raras ocasiones, pueden alcanzar hasta 40 centímetros (16 pulgadas) de longitud.Los T. chatareus pesan hasta 700 gramos (25 onzas).Se cree que los T. chatareus tienen una esperanza de vida de tres a cinco años
Los T. chatareus tienen cinco o seis espinas dorsales, la cuarta de las cuales es la más larga,y doce o trece radios dorsales blandos. Las espinas dorsales son generalmente más cortas en los especímenes recogidos de agua dulce que en los de agua salobre. Los T. chatareus también tiene tres espinas anales y de quince a diecisiete radios anales blandos. T. chatareus tiene 33 o 34 escamas en la línea lateral. La aleta caudal (cola) es casi cuadrada. La aleta anal no está dividida y la tercera espina anal es la más larga.
En general, el cuerpo es de color hollín, pero a veces plateado o dorado. La parte dorsal es de color "marrón verdoso". Las aletas pectorales son de color claro o "oscuro". Las aletas pélvicas pueden ser más oscuras y estar muy pigmentadas. El T. chatareus es blanco y suele tener seis o siete manchas oscuras, alternando largas y cortas, a lo largo de la parte dorsal. También hay una mancha oscura en la base de la aleta caudal. El color de estas manchas puede oscurecerse o aclararse en función de la hora del día, el entorno y el estrés.Las manchas de los peces jóvenes son más oscuras que las de los mayores.Los peces sobresaltados o estresados son más oscuros que los que no lo están; los peces que se encuentran en aguas turbias pueden ser completamente blancos.Se desconoce si existe dimorfismo sexual.

### Comparación con otros peces arquero
El T. chatareus se distingue por su color hollín, en contraposición al plateado típico de la mayoría de los otros peces arquero.Tiene cinco espinas dorsales, mientras que el T. jaculatrix tiene cuatro. Las marcas de sus flancos también son manchas alternas largas y cortas, en lugar de bandas. El T. chatareus también tiene seis o siete marcas en los costados, mientras que el pez arquero con bandas tiene de cuatro a cinco. El T. chatareus tiene de 29 a 30 escamas en la línea lateral, frente a las 33-35 del T. jaculatrix. El T. chatareus también es menos común río arriba que el T. microlepis.

## Comportamiento

### Dieta y alimentación
Al igual que otros peces arqueros, los toxotes chatareus son capaces de escupir chorros de agua para lanzar a sus presas al agua. A pesar de carecer de neocórtex, el T. chatareus tiene una cognición visual bien desarrollada y capacidades de reconocimiento de patrones que le permiten golpear a sus presas a distancias de hasta 150 centímetros (59 pulgadas) contra fondos complejos. Los estudios de comportamiento sobre el procesamiento visual del T. chatareus han descubierto que esta especie es capaz de reconocer y distinguir entre diferentes rostros humanos. Se alimentan durante el día, consumiendo materia vegetal e insectos.Son omnívoros; su dieta comprende crustáceos y otros peces, así como zooplancton, rotíferos, cladóceros e insectos (terrestres y acuáticos).El T. chatareus ha sido denominado "insectívoro especializado" porque no se alimenta de determinados insectos, en particular los que se alimentan de plantas C4. La dieta parece ser ontogenética (varía con la edad); los peces pequeños no consumen materia vegetal, mientras que ésta constituye una cuarta parte de la dieta de los peces más grandes.La dieta también varía con la ubicación; cuando se encuentra río arriba, el T. chatareus se alimenta de insectos, pero cuando se encuentra en el estuario, se alimenta de crustáceos.

### Reproducción
Los toxotes chatareus se reproducen por desove. El desove en T. chatareus es homocrónico (las hembras sólo desovan una vez por temporada) e iteróparo (el desove se produce más de una vez en la vida de un pez).La reproducción en toxotes chatareus se produce en la estación húmeda. T. chatareus se reproduce tanto en agua salobre como en agua dulce. El desove se produce en lagunas poco profundas y fangosas.Las hembras ponen entre 20.000 y 150.000 huevos flotantes, cada uno de 0,4 milímetros de diámetro.Las hembras alcanzan la madurez a los 19 centímetros (7,5 pulgadas) y los machos a los 18 centímetros (7,1 pulgadas).El T. chatareus comienza su actividad reproductiva a los 24 meses. Cuando eclosionan por primera vez, las larvas pueden medir menos de 4 mm; cuando se alimentan por primera vez, miden 5 mm y sus piezas bucales están bien desarrolladas. No existe cuidado parental en esta especie. La reproducción en esta especie no implica desplazarse río abajo; no obstante, las poblaciones pueden verse afectadas por la construcción de obstáculos a lo largo de los ríos que habitan.T. chatareus no se ha criado en cautividad.

## Distribución
Los toxotes chatareus se encuentran en India, Birmania, Indonesia y Nueva Guinea, y en el norte de Australia.Generalmente se encuentran en rangos de temperatura de 25 a 30 °C (77 a 86 °F),aunque se han registrado a temperaturas tan altas como 36 °C (97 °F) en la región de Alligator Rivers y tan bajas como 20. 5 °C (68,9 °F) en la región del río Burdekin; se cree que estos son los límites superior e inferior de su tolerancia, respectivamente.Los manglares salobres constituyen su hábitat principal, pero T. chatareus también se encuentra en ríos y arroyos de agua dulce. Está presente en ríos de la región de Kimberley en Australia Occidental, la zona de Kakadu en el Territorio del Norte y la Tierra de Arnhem en Australia. En el río Mekong, se puede encontrar tan al norte como Tailandia y Laos. También se encuentran en las partes altas del río Burdekin, de alguna manera habiendo superado las cataratas Burdekin. T. chatareus se distribuyen de forma más "irregular" en el este de Australia, y son menos abundantes.
Se sabe que los T. chatareus se encuentran en zonas sombreadas con vegetación por encima, normalmente en la capa superior de la columna de agua. Sólo se encuentran donde hay una zona ribereña intacta, ya que ésta es una fuente importante de su alimento. Los T. chatareus no suelen encontrarse en arroyos de corriente rápida.

## Relación con los humanos
Los toxotes chatareus desempeñan un papel menor en la pesca. A veces son capturados por pescadores de caña y se describen como "de consumo razonable". Los T. chatareus se capturan y venden en mercados, donde a menudo se agrupan con el pez arquero anillado y se venden simplemente como "pez arquero".
El T. chatareus se cría a veces en acuarios, donde puede alcanzar unos 20 centímetros de longitud, frente a los 40 centímetros que alcanza en estado salvaje. Es una de las tres especies de pez arquero que se comercializan habitualmente (las otras son T. jaculatrix y T. microlepis). Se colocan en un acuario de un tamaño mínimo de 100 centímetros (39 in) de profundidad con un volumen de 170 a 209 litros (37 a 46 imp gal; 45 a 55 US gal). T. chatareus prefiere el agua salobre y necesita un acuario alto. Los T. chatareus tienen la capacidad de "saltar" fuera del agua, que en la naturaleza utilizan para capturar presas en ramas bajas;son capaces de saltar de un acuario demasiado corto o descubierto.Son compatibles con otros de su especie de tamaño similar, pero los individuos más grandes pueden acosar a los más pequeños. El T. chatareus se alimenta de alimento vivo en la superficie, aunque ocasionalmente toma alimento en escamas; debido a esto, su cuidado no lo realizan los principiantes en la mayoría de acuarios domésticos.
Los toxotes chatareus son bastante comunes y no se consideran en peligro de extinción. Sin embargo, la destrucción de su hábitat en los manglaresy el aumento de la presión pesquera pueden suponer un riesgo en el futuro. La construcción de presas y diques de contención dentro de su hábitat puede afectar a las poblaciones en los ríos. La creciente población del sudeste asiático también está contaminando su hábitat.
Un estudio halló niveles elevados (superiores a 0,5 μg/g) de mercurio en cuatro de cada diez especímenes muestreados en el lago Murray de Papúa Nueva Guinea, lo que puede haber contribuido al aumento de los niveles de mercurio en la población local que consume varias especies de peces del lago, entre ellas T. chatareus.En comparación con los demás peces analizados, el T. chatareus presentaba un alto nivel de mercurio. Los sedimentos de la cercana mina de oro y plata de Porgera son la fuente de este mercurio; se desconoce la causa del alto nivel al que se acumuló el mercurio en el T. chatareus.